# Мушуга
Мушуга — река в России, протекает по Татарстану. Устье реки находится в 170 км по правому берегу реки Ик. Длина реки составляет 30 км, площадь водосборного бассейна 240 км².

## Данные водного реестра
По данным государственного водного реестра России относится к Камскому бассейновому округу, водохозяйственный участок реки — Ик от истока и до устья, речной подбассейн реки — бассейны притоков Камы до впадения Белой. Речной бассейн реки — Кама.
Код объекта в государственном водном реестре — 10010101312111100028756.